# جاكلين جوليس
جاكلين جوليس (بالإنجليزية: Jacqueline Jules)‏ هي كاتبة للأطفال وكاتِبة أمريكية، ولدت في 1956 في بطرسبرغ في الولايات المتحدة.

## وصلات خارجية
- الموقع الرسمي